# غلاف (موسيقى)
في الموسيقى والصوت، يصف الغلاف كيف يتغير صوت معين مع مرور الوقت. قد يتعلق بعناصر مثل المطال (الجهارة)، المرشحات (الترددات) أو الحدة. على سبيل المثال، عندما يضغط على مفتاح بيانو يصدر صوتا أوليا يكاد أن يكون فوريا، والذي تنخفض جهارته تدريجيا إلى الصفر.
تمكن مولدات الغلاف المستخدمين من التحكم في عدة خصائص صوتية، وهي ميزة شائعة في أجهزة السنثسيزر وآلات التحكم في العينات وآلات موسيقية إلكترونية أخرى. تتحكم أربعة وسائط في النوع الأكثر شيوعا من مولدات الغلاف وهي: attack (المقدمة)، decay (الاضمحلال)، sustain (الاستمرار) و release (التحرر) (ADSR).

## التطوير
استخدم سنثسيزر نوفاكورد الذي أنتجته شركة هاموند ابتداء من سنة 1938 تطبيقا قديما لغلاف ADSR؛ وسيط ADS يتحكم في النغمات ال72 كلها باستعمال مقبض دوراني بسبعة خيارات، بينما تتحكم رافعة يضغط عليها بالقدم في التحرر.
اخترع المهندس الأمريكي روبرت موغ مولد الغلاف في ستينات القرن العشرين. اقترح الملحن هربرت ديوتش أثناء تجريبه لأول سنثسيزر لموغ على هذا الأخير أن يجد طريقة لتغيير صوت الآلة بحيث لا تنطفئ وتشتغل النغمات ببساطة. ربط موغ زر جرس باب بالسنثسيزر واستخدم مكثفا لتخزين الجهد الكهربائي الذي ينتجه الضغط على زر ما ثم تحرير هذا الجهد ببطئ. طور موغ التصميم ليزيل ضرورة الضغط على زر مختلف كل مرة يضغط فيها على مفتاح، بحيث أصبح لكل مفتاح مكبسان: واحد لإنتاج جهد التحكم والآخر لتشغيل مولد الغلاف. أصبح مولد الغلاف ميزة معيارية بأجهزة السنثسيزر.
بعد نقاشات مع المهندس والملحن فلاديمير أوساكيفسكي (رئيس مركز كولومبيا-برينستون للموسيقى الإلكترونية حينها) سنة 1965، طور موغ وحدة غلاف جديدة وصفت وظائفها كالتالي: f T1 (attack time أو وقت المقدمة) T2 (initial decay time أو وقت الاضمحلال الأول) ESUS (sustain level أو مستوى الاستمرار) T3 (final decay time أو وقت الاضمحلال الاخير). بسطت شرك آلات ARP هذه التسميات لهيئة ADSR المعاصرة (وقت المقدمة، وقت الاضمحلال، مستوى الاستمرار، وقت التحرر).

## الوسائط الأربع

مبيان يوضح وسائط ADSR

- المقدمة هو الوقت المستغرق لصعود الجهارة من الصفر إلى القمة ويبدأ عند الضغط على المفتاح.
- الاضمحلال هو الوقت المستغرق للنزول من مستوى المقدمة إلى مستوى الاستمرار.
- الاستمرار هو المستوى خلال المرحلة الأساسية من مدة الصوت حتى تحرر المفتاح.
- التحرر هو الوقت المستغرق لاضمحلال الجهارة من مستوى الاستمرار إلى الصفر بعد تحرر المفتاح.[4]

يشير كل من المقدمة، الاضمحلال والتحرر للوقت، بينما يشير الاستمرار للمستوى.

## أغلفة أخرى
يمكن لبعض الآلات الموسيقية الإلكترونية قلب غلاف ADSR مما يعكس وظيفة غلاف ADSR العادي. خلال مرحلة المقدمة ينزل وسيط الصوت المضمن من أقصى مطال إلى الصفر، ثم يرتفع أثناء مرحلة الاضمحلال إلى القيمة التي يحددها وسيط الاستمرار. بعد تحرير المفتاح يرتفع وسيط الصوت من مطال الاستمرار إلى أقصى مطال ثانية.
تملك بعض الأغلفة مثل غلاف Korg MS-20 وسيط إضافي يسمى الإمساك (hold)، وتتمثل وظيفته هي إمساك الدرجات الموسيقية على مستوى الاستمرار لمدة معينة قبل التحرر. تحتوي شريحة صوت إيه واي-3-8910 لشركة General Instruments على وسيط إمساك فقط؛ لا تمكن برمجة مستوى الاستمرار.
يوجد نوع آخر هو غلاف AHDSR (المقدمة، الإمساك، الاضمحلال، الاستمرار، التحرر) والذي يتحكم فيه وسيط «الإمساك» بالمدة التي يبقى فيها الغلاف في أعلى جهارة قبل دخول مرحلة الاضمحلال. يمكن العثور على إعادادات مقدمة واضمحلال وتحى ى متعددة في نماذج أكثر تطورا.
تسمح آلات سنثسيزر معينة أيضا بوسيط إبطاء (delay) قبل المقدمة. آلات السنثسيزر المتقدمة مثل Prophet '08 تتوفر على أغلفة DADSR (الإبطاء، المقدمة، الاضمحلال، الاستمرار، التحرير). يحدد وسيط الإبطاء طول السكون بين لحظة الضغط على مفتاح والمقدمة. بعض آلات السنثسيزر البرمجية مثل 3xOSC لشركة Image-Line (وهو ضمني في أف إل ستوديو، محطة عمل صوتيات رقمية طورتها الشركة) تتوفر على أغلفة DAHDSR (الإبطاء، المقدمة، الإمساك، الاضمحلال، الاستمرار، التحرر).
أحد الميزات الشائعة في عدة آلات سنثسيزر هي غلاف AD (مقدمة واضمحلال فقط)، ويمكن استخدامه على سبيل المثال للتحكم في الحدة في مذبذب واحد، والذي يمكن مزامنته مع مذبذب آخر.